# Лі Чон Пек
Лі Чон Пек (кор. 이정백; нар. 27 серпня 1986) — південнокорейський борець греко-римського стилю, дворазовий чемпіон та бронзовий призер чемпіонатів Азії, чемпіон та дворазовий срібний призер Кубків світу, учасник Олімпійських ігор.

## Життєпис
Боротьбою почав займатися з 2001 року. У 2005 році здобув срібну медаль чемпіонату Азії серед юніорів.
Виступав за спортивний клуб армії, Тегу та борцівський клуб Самсунга. Тренер — Лі Чун Суп.

## Спортивні результати на міжнародних змаганнях

### Виступи на Олімпіадах
| Змагання                    | Збірна         | Вагова категорія                 | Місце |
| --------------------------- | -------------- | -------------------------------- | ----- |
| Літні Олімпійські ігри 2016 | Південна Корея | греко-римська боротьба, до 59 кг | 14    |

### Виступи на Чемпіонатах світу
| Змагання                        | Збірна         | Вагова категорія                 | Місце |
| ------------------------------- | -------------- | -------------------------------- | ----- |
| Чемпіонат світу з боротьби 2014 | Південна Корея | греко-римська боротьба, до 59 кг | 9     |

### Виступи на Чемпіонатах Азії
| Змагання                       | Збірна         | Вагова категорія                 | Місце  |
| ------------------------------ | -------------- | -------------------------------- | ------ |
| Чемпіонат Азії з боротьби 2006 | Південна Корея | греко-римська боротьба, до 55 кг | Золото |
| Чемпіонат Азії з боротьби 2011 | Південна Корея | греко-римська боротьба, до 55 кг | Бронза |
| Чемпіонат Азії з боротьби 2012 | Південна Корея | греко-римська боротьба, до 55 кг | Золото |
| Чемпіонат Азії з боротьби 2019 | Південна Корея | греко-римська боротьба, до 60 кг | 7      |

### Виступи на Кубках світу
| Змагання                    | Збірна         | Вагова категорія                 | Місце  |
| --------------------------- | -------------- | -------------------------------- | ------ |
| Кубок світу з боротьби 2006 | Південна Корея | греко-римська боротьба, до 55 кг | Срібло |
| Кубок світу з боротьби 2008 | Південна Корея | греко-римська боротьба, до 55 кг | Срібло |
| Кубок світу з боротьби 2012 | Південна Корея | греко-римська боротьба, до 55 кг | Золото |

### Виступи на інших змаганнях
| Змагання                                                     | Збірна         | Вагова категорія                 | Місце  |
| ------------------------------------------------------------ | -------------- | -------------------------------- | ------ |
| Золотий Гран-прі з боротьби 2010 (Сомбатгей)                 | Південна Корея | греко-римська боротьба, до 55 кг | Золото |
| Золотий Гран-прі з боротьби 2010 (Баку)                      | Південна Корея | греко-римська боротьба, до 55 кг | Бронза |
| Гран-прі Словенії з боротьби 2011                            | Південна Корея | греко-римська боротьба, до 55 кг | Срібло |
| Турнір Дана Колова — Николи Петрова 2011                     | Південна Корея | греко-римська боротьба, до 55 кг | 7      |
| Олімпійський кваліфікаційний турнір з боротьби 2012 (Астана) | Південна Корея | греко-римська боротьба, до 55 кг | 7      |
| Кубок Президента Казахстану з боротьби 2012                  | Південна Корея | греко-римська боротьба, до 55 кг | Золото |
| Гран-прі Іспанії з боротьби 2015                             | Південна Корея | греко-римська боротьба, до 59 кг | Бронза |
| Меморіал Іона Корнеану 2015                                  | Південна Корея | греко-римська боротьба, до 59 кг | Бронза |
| Кубок Владислава Пітласинські 2016                           | Південна Корея | греко-римська боротьба, до 59 кг | 5      |
| Гран-прі Німеччини з боротьби 2016                           | Південна Корея | греко-римська боротьба, до 59 кг | Срібло |
| Турнір Г. Картозія і В. Балавадзе 2018                       | Південна Корея | греко-римська боротьба, до 63 кг | Бронза |
| Гран-прі Загреба з боротьби 2019                             | Південна Корея | греко-римська боротьба, до 60 кг | 18     |
| Гран-прі Угорщини з боротьби 2019                            | Південна Корея | греко-римська боротьба, до 60 кг | 18     |
| Турнір міста Сассарі з боротьби 2019                         | Південна Корея | греко-римська боротьба, до 60 кг | 7      |

### Виступи на змаганнях молодших вікових груп
| Змагання                                      | Збірна         | Вагова категорія                 | Місце  |
| --------------------------------------------- | -------------- | -------------------------------- | ------ |
| Чемпіонат Азії з боротьби серед юніорів 2005  | Південна Корея | греко-римська боротьба, до 55 кг | Срібло |
| Чемпіонат світу з боротьби серед юніорів 2005 | Південна Корея | греко-римська боротьба, до 55 кг | 7      |